# Площадь Стачек
Площадь Ста́чек (до 1923 года — Нарвская площадь) — площадь в Кировском районе Санкт-Петербурга. Находится на пересечении проспекта Стачек, Старо-Петергофского проспекта, Нарвского проспекта и Перекопской улицы.

## Наименование
Первоначальное название Нарвская площадь известно с 1889 года, связано с тем, что с площади начиналась дорога на Нарву.
Площадь Стачек получила своё название в 1926 году, в память стачечного движения рабочих Нарвской заставы.

## История
Площадь возникла в XVIII веке.
В 1813 году здесь встречали гроб с телом М. И. Кутузова. В 1814 году здесь была сооружена деревянная Триумфальная арка в честь возвращения полков гвардии, участвовавших в Отечественной войне 1812 года и кампаниях 1813 и 1814 годов. Нарвские триумфальные ворота были построены в 1827—1834 годах.

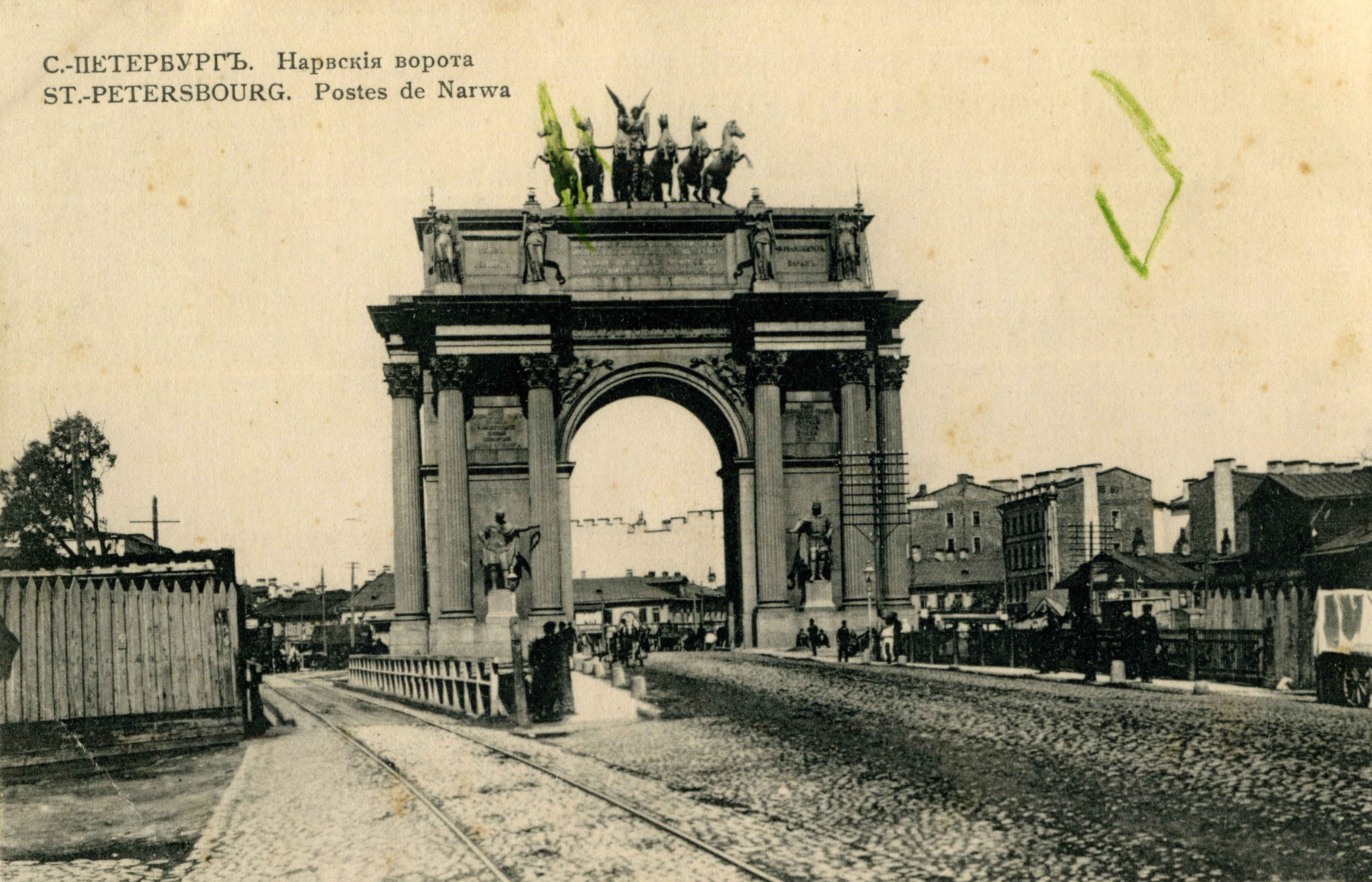
Нарвские ворота на открытке начала XX века

В 1834 году рядом с воротами по проекту архитектора В. Беретти был построен каменный караульный дом.
В год Первой русской революции 9 января 1905 года на данной площади войсками и полицией была расстреляна мирная демонстрация рабочих Нарвской заставы (Кровавое воскресенье). Перед Зимним дворцом рабочих Путиловского завода расстреляли у края площади и у сквера Адмиралтейства. Убито до 200 человек, 800 — ранено.
Конка появилась на площади в 1908 году.
В 1924 году рассматривался проект реконструкции района авторства Л. А. Ильина с созданием единого разделённого по функциональности на два центра комплекса.
В 1925—1927 годах на площади на месте старого деревянного здания школы был построен Московско-Нарвский ДК (д. 4, позднее ДК имени М. Горького, затем Дворец искусств Ленинградской области) (архитекторы А. И. Гегелло, Д. Л. Кричевский, инженер В. Ф. Райлян).
В 1929 году засыпан протекавший по площади участок реки Таракановки (от Обводного до Бумажного канала).
В 1928—1931 годах на площади было возведено здание Кировского универмага и фабрики-кухни (д. 9/3, архитекторы А. К. Барутчев, А. И. Гильтер, И. А. Меерзон, Я. О. Рубанчик, инженер А. Г. Джорогов).
В 1930-х годах Ной Абрамович Троцкий создал на площади ансамбль жилых домов (1932—1939).
В 1955 году был возведён павильон станции метро «Нарвская» в стиле «сталинского классицизма» (архитекторы А. В. Васильев, Д. С. Гольдгор, С. Б. Сперанский).
В 1956 году на площади было построено общежитие ЛИВТа (арх. В. А. Каменский).
В 1965 году на торце дома № 2 по пр. Стачек выполнено панно, посвящённое революционным событиям на Нарвской заставе (автор Рифкат Багаутдинов).
В 1979—1980 годах при реконструкции Нарвских ворот под ними соорудили 90-метровый подземный переход по проекту Л. Н. Соболева, были обновлены инженерные коммуникации площади. Пешеходный переход был сделан в бывшем русле Таракановки, и при его создании были откопаны остовы барж и даже три моста через реку. Тогда же диабазовую брусчатку дорог площади заменили на асфальт. Центральную часть площади подняли на полметра над проезжей частью, оставив диабазовое мощение, огородили провисающими цепями на чугунных столбах, высадили липы вместо тополей, засеяли газоны и создали кустарниковую изгородь. В 1987 году ещё планировалось установить в центре этого садика стелу в память о Кровавом воскресенье и фонтан.
В 1999 году на площади был установлен памятник Л. А. Говорову — маршалу Великой Отечественной войны. (В. Я. Боголюбов и Б. А. Петров, архитектор Е. Ф. Шаповалова. Скульптура была создана ещё при жизни маршала — в 1946 году).
В марте 2005 года был открыт торговый центр «Галерея 1814».
Ранее на площади Стачек располагались:
- Памятник В. П. Алексееву

Установлен в 1928 году перед зданием, где в августе 1917 года проходил VI съезд РСДРП(б), участником которого был В. Алексеев. Скульптор — М. Я. Харламов (1870—1930). При реконструкции площади Стачек и строительстве Дворца культуры имени А. М. Горького в 1930-е годы памятник был перенесён в сад 9-го Января. Из-за актов вандализма бюст был перенесён в Государственный музей городской скульптуры. В саду 9-го Января установлена гипсовая копия бюста.
- Памятник В. И. Ленину

Скульптор: М. Я. Харламов (1870—1930). Решением Президиума Ленинградского Совета рабочих, крестьянских и красноармейских депутатов (Ленсоветом) от 14 июля 1939 года (протокол № 202) памятник находится на музейном учёте в Государственного музея городской скульптуры и включён в Музейный фонд Российской Федерации.
Памятник был установлен в 1931 году. В связи с очередной реконструкцией площади Стачек в 1940 года был перенесён на улицу Швецова, точнее на территорию Завода № 379 Наркомата авиационной промышленности СССР (завод был эвакуирован в 1941 году). Впоследствии на этой территории появилось Ленинградское НПО «Электроавтоматика» (ЛНПОЭ), числится по адресу ул. Маршала Говорова, д. № 40.
В 1981 году памятник был «временно» демонтирован на время нового строительства на территории, но места для его установки «не нашлось». В 1988 году памятник был передан в совхоз «Шушары» и был установлен перед зданием управления совхоза. В 1990 году демонтирован из-за многочисленных актов вандализма и передан на временное хранение в Историко-культурный музейный комплекс в Разливе для экспонирования на территории музея «Шалаш».
Скульптура является повторным отливом фигуры. Памятник-близнец был установлен 8 августа 1926 года перед зданием заводоуправления «Невского завода» по адресу пр. Обуховской Обороны, д. № 51.
- Брандмауэр дома № 2 по проспекту Стачек:

С конца 1920-х его украшал Рабочий со знаменем с надписью «Выше знамя ВКПб» и четырьмя заповедями члена партии.
Во второй половине 1930-х появился портрет Иосифа Сталина. Он посуществовал вплоть до конца 1950-х годов.
В 1965 году появилось монументальное панно «Революция»; в этот раз на знамени у Рабочего видна надпись «Пролетаріи всѣхъ странъ соединяйтесь!», также изображены несколько эпизодов революционной борьбы рабочих Нарвской заставы (автор Рифкат Багаутдинов). Находится по настоящее время.

## Достопримечательности

### Нарвские триумфальные ворота
Нарвские триумфальные ворота построены в 1827—1834 годах по проекту архитектора В. П. Стасова в память о героях Отечественной войны 1812 года. Ворота созданы из кирпичной кладки, обшитой медными листами. Их украшают скульптурные группы: шестёрка коней (скульптор П. К. Клодт), фигура богини Победы (скульптор С. С. Пименов), скульптуры древнерусских витязей (скульпторы С. С. Пименов и В. И. Демут-Малиновский), крылатые женские фигуры, барельефы с гениями Славы (скульптор Иван Леппе).

### Кировский универмаг(площадь Стачек, дом № 9,Промышленная улица, дом № 1)
Универмаг Московско-Нарвского района и фабрика-кухня или Кировский универмаг в стиле конструктивизма построен в 1929—1930 годах по проекту архитекторов А. К. Барутчева, И. А. Гильтера, И. А. Меерзона. Здание построено из железобетона со свободной компановкой архитектурных объёмов, трёхэтажная часть, обращённая на площадь, занята универмагом. В работе столовой фабрики-кухни впервые использовался принцип самообслуживания.

### Торговый центр «Галерея 1814» (площадь Стачек, дом 7)
Торговый центр «Галерея 1814» построен в 2005 году по проекту «АПМ Солодовникова». Перед зданием в 2023 году открыт памятник, посвящённый подвигу участкового уполномоченного сержанта Павла Винокурцева, работы скульптора М. А. Галиной.

### ОбщежитиеЛИВТа(площадь Стачек, дом № 5,Перекопская улица, дом 2
Общежитие ЛИВТа в стиле сталинского неоклассицизма построено в 1956 году по проекту архитектора В. А. Каменского. Сейчас здесь размещается общежитие № 2 Государственного университета морского и речного флота имени адмирала С. О. Макарова.

### Жилой дом (площадь Стачек, дом 3, Перекопская улица, дом № 1,Нарвский проспект, дом 31)
Жилой дом в стиле сталинского неоклассицизма построен в 1934—1936 годах по проекту архитектора Н. А. Троцкого и гражданского инженера А. В. Валевича.

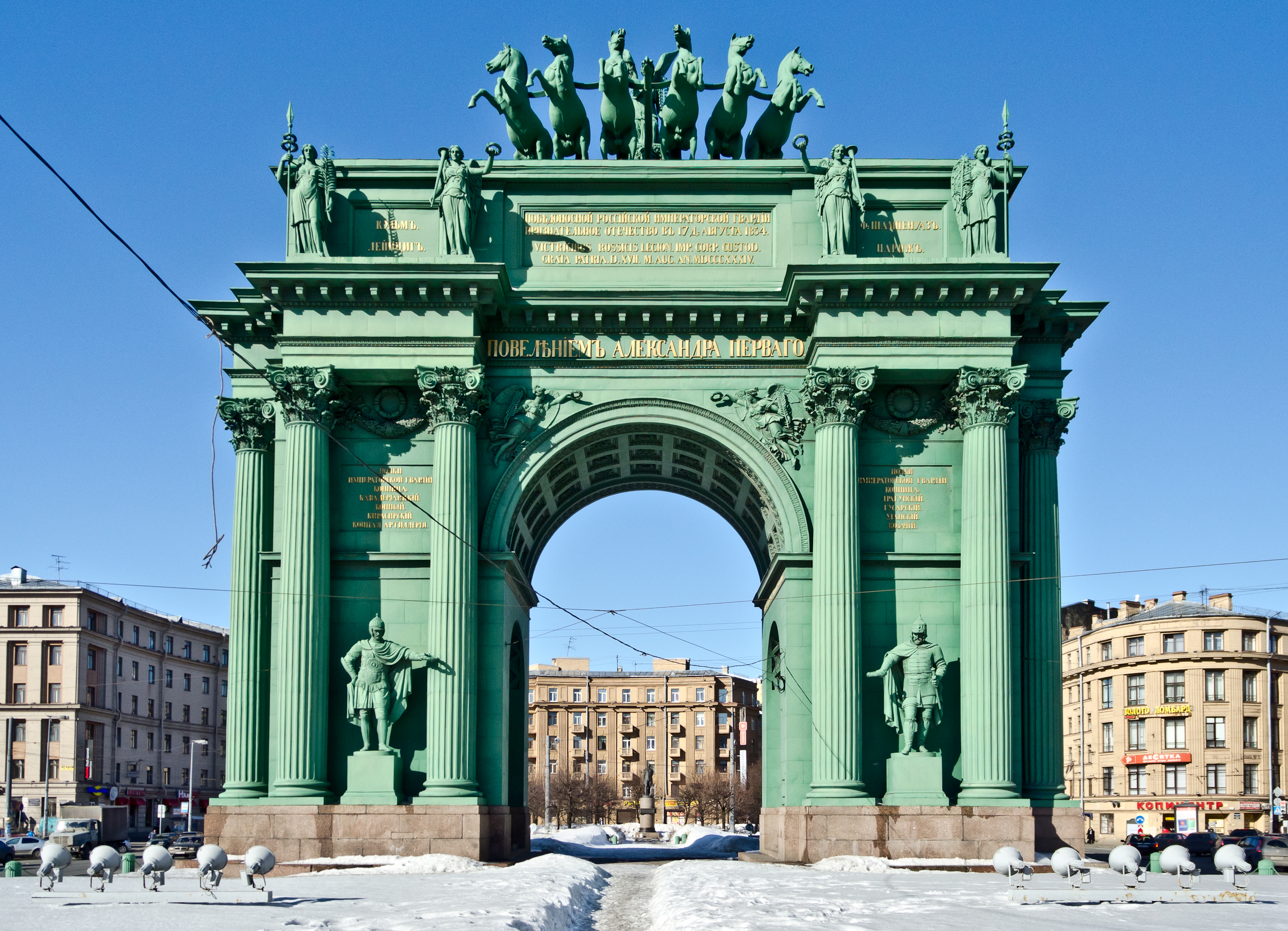
Нарвские триумфальные ворота
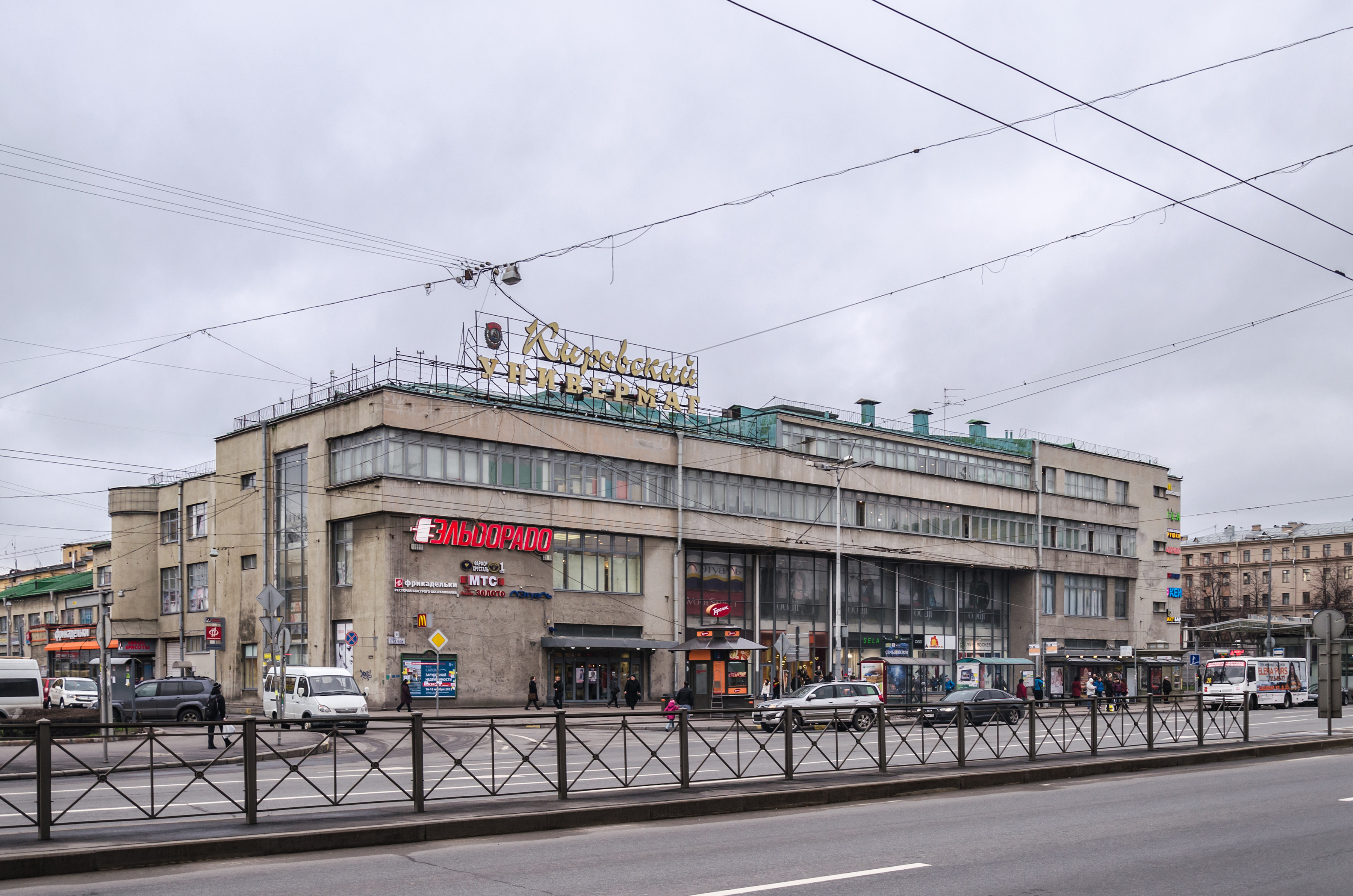
Кировский универмаг
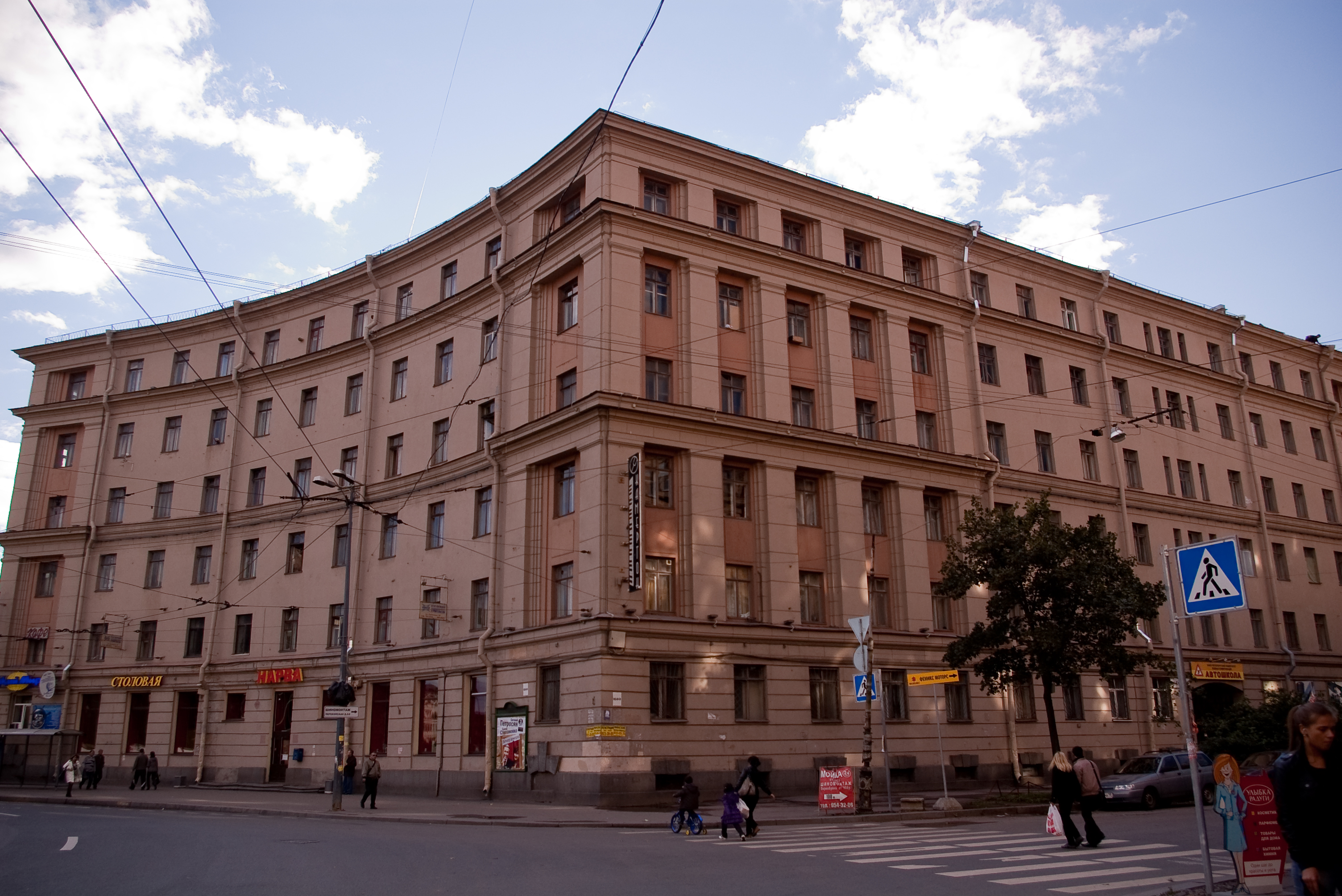
Общежитие ЛИВТа
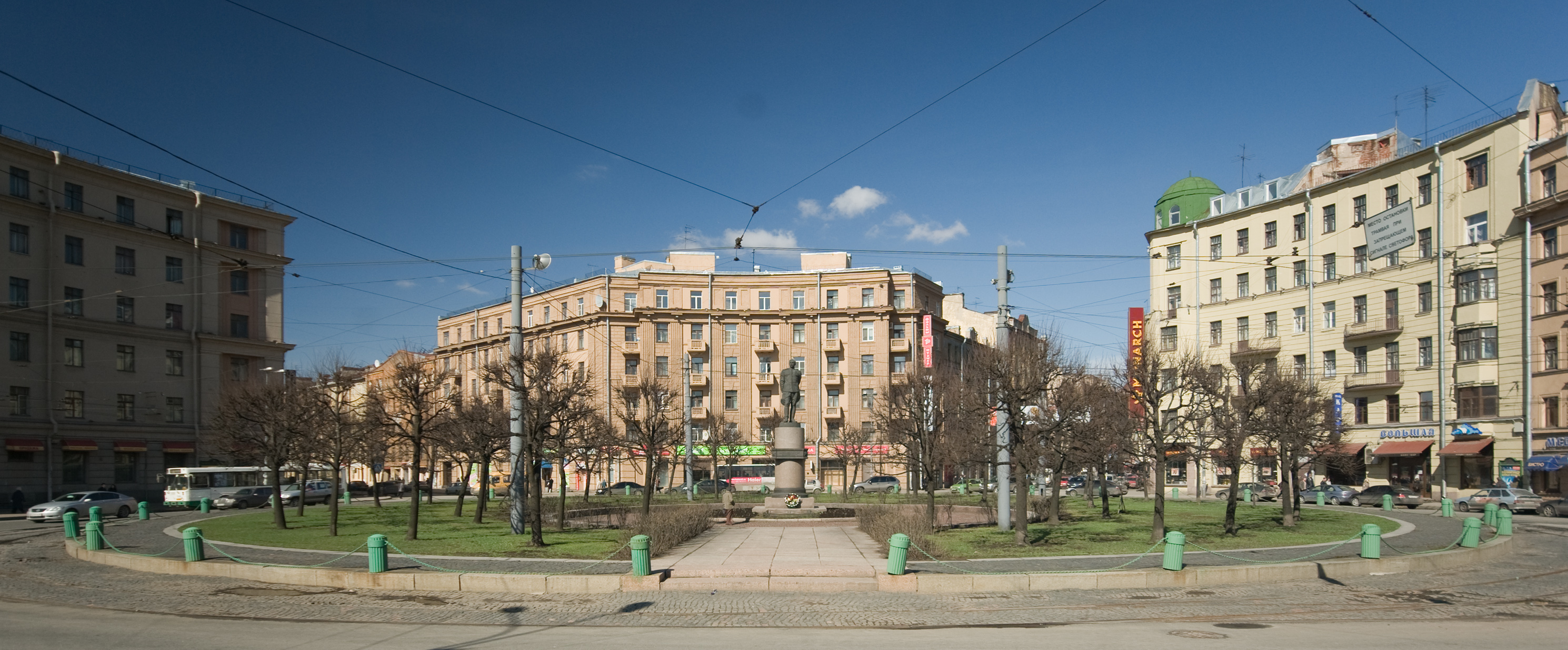
Дома за памятником маршалу  Говорову

### Станция метрополитена «Нарвская»(площадь Стачек, дом 2)
Станция метрополитена «Нарвская». Наземный вестибюль станции в стиле сталинского неоклассицизма построен в 1955 году по проекту архитекторов А. В. Васильева, Д. С. Гольдгора, С. Б. Сперанского. Вестибюль имеет вид монументального павильона, завершенного куполом, высокие арки и декоративные рельефы на стенах перекликаются с Нарвскими триумфальными воротами.

### Дворец культуры имени А. М. Горького(площадь Стачек, дом 4)
Дворец культуры имени А. М. Горького в стиле конструктивизма построен в 1925—1927 годах по проекту архитекторов А. И. Гегелло, Д. Л. Кричевского и инженера В. Ф. Райляна. Здание состоит из различных симметрично расположенных объёмов, каждый из которых имеет свое функциональное значение. Центральная овальная часть представляет собой огромный стеклянный витраж, разделённый столбами на пять частей, по сторонам примыкают шестиэтажные объёмы.

### Доходный дом Гордзялковских (проспект Стачек, дом 2,улица Ивана Черных, дом 2
Доходный дом Гордзялковских построен в 1905 году. На стене здания размещено монументальное панно с изображением эпизодов революционной борьбы рабочих Нарвской заставы выполнено студентами училища имени Мухиной в 1965 году. В советское время в здании находился участок «Служба семьи» объединения «Невские зори».

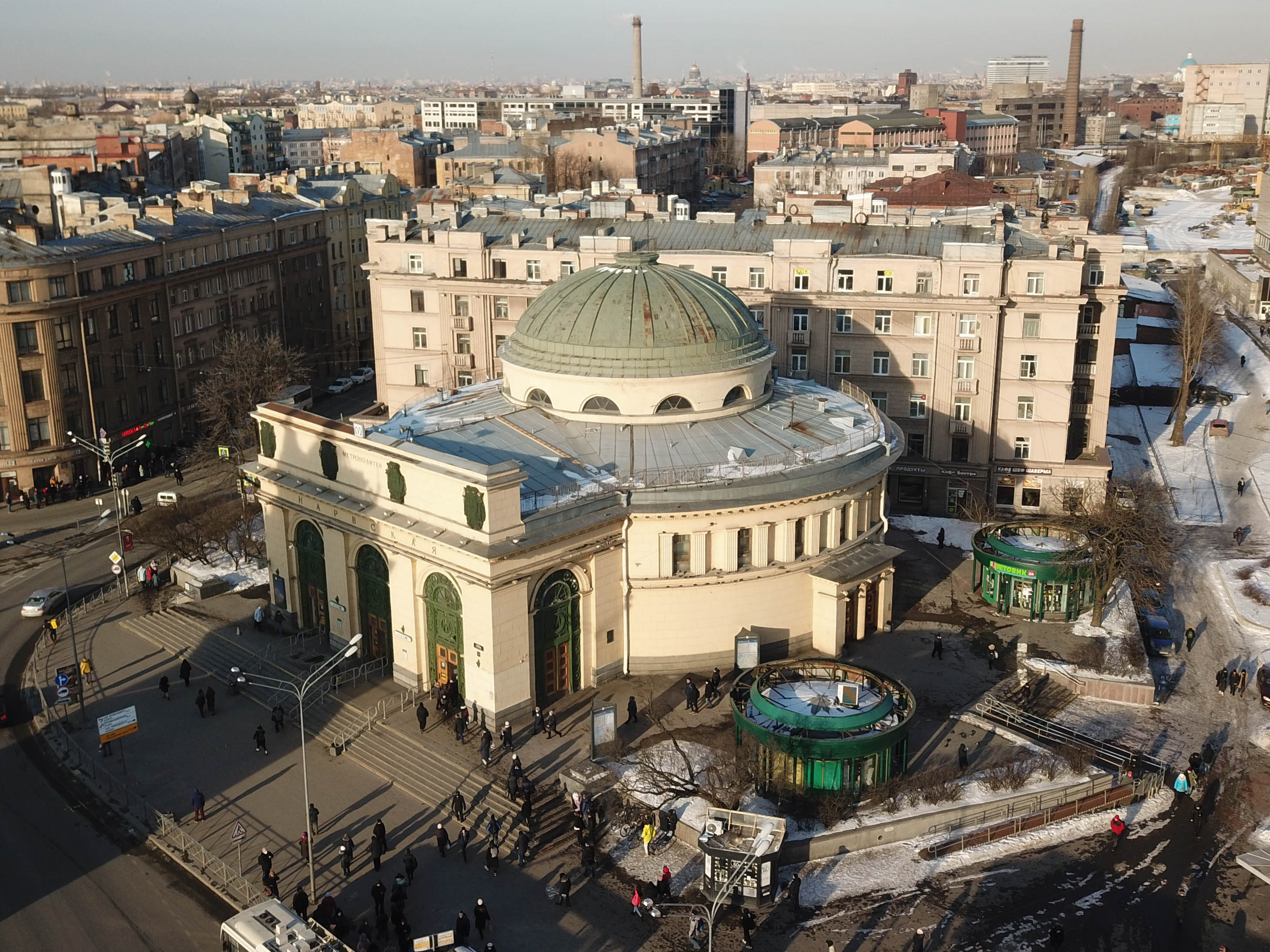
Станция метрополитена «Нарвская»
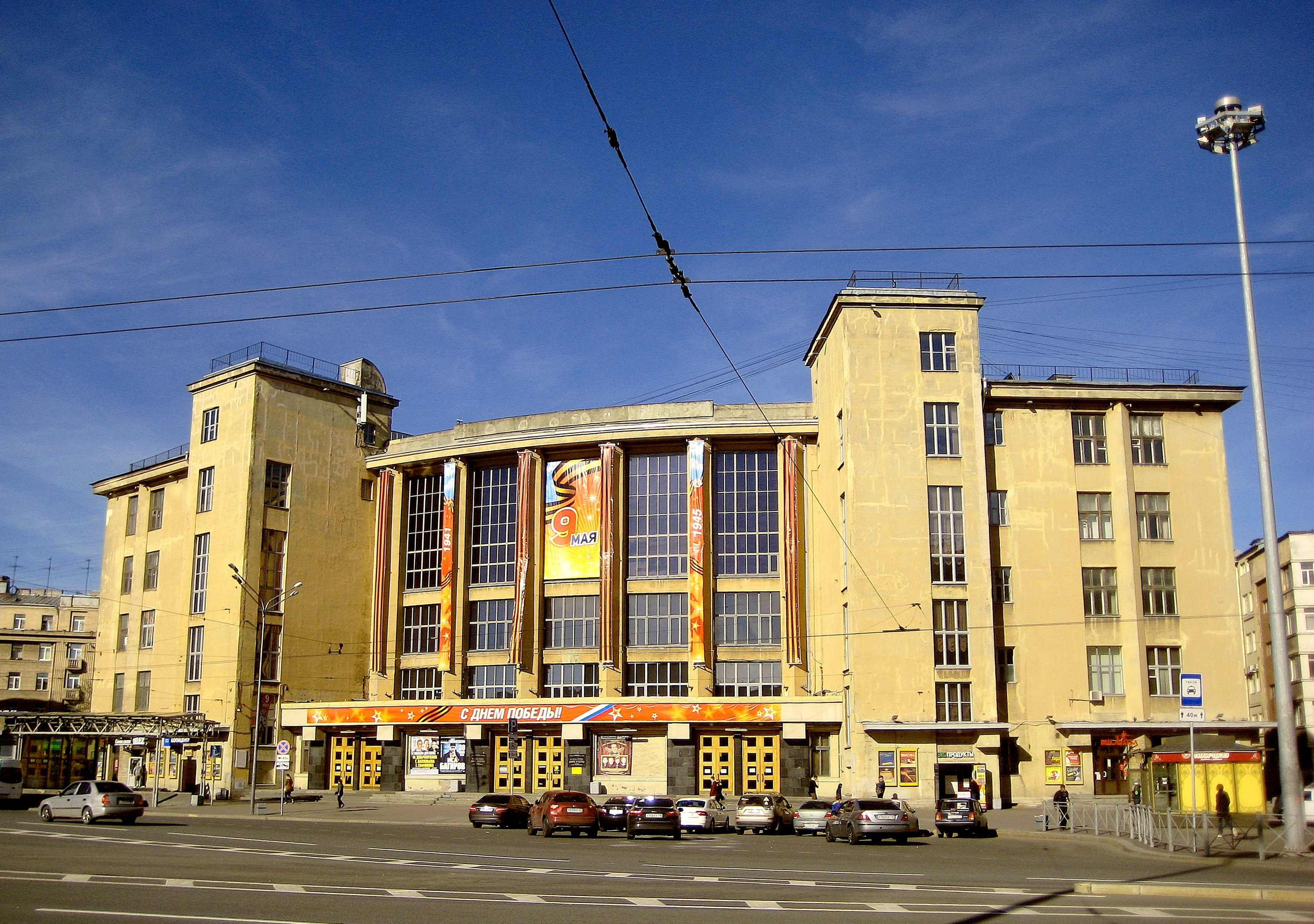
Дворец культуры имени А. М. Горького
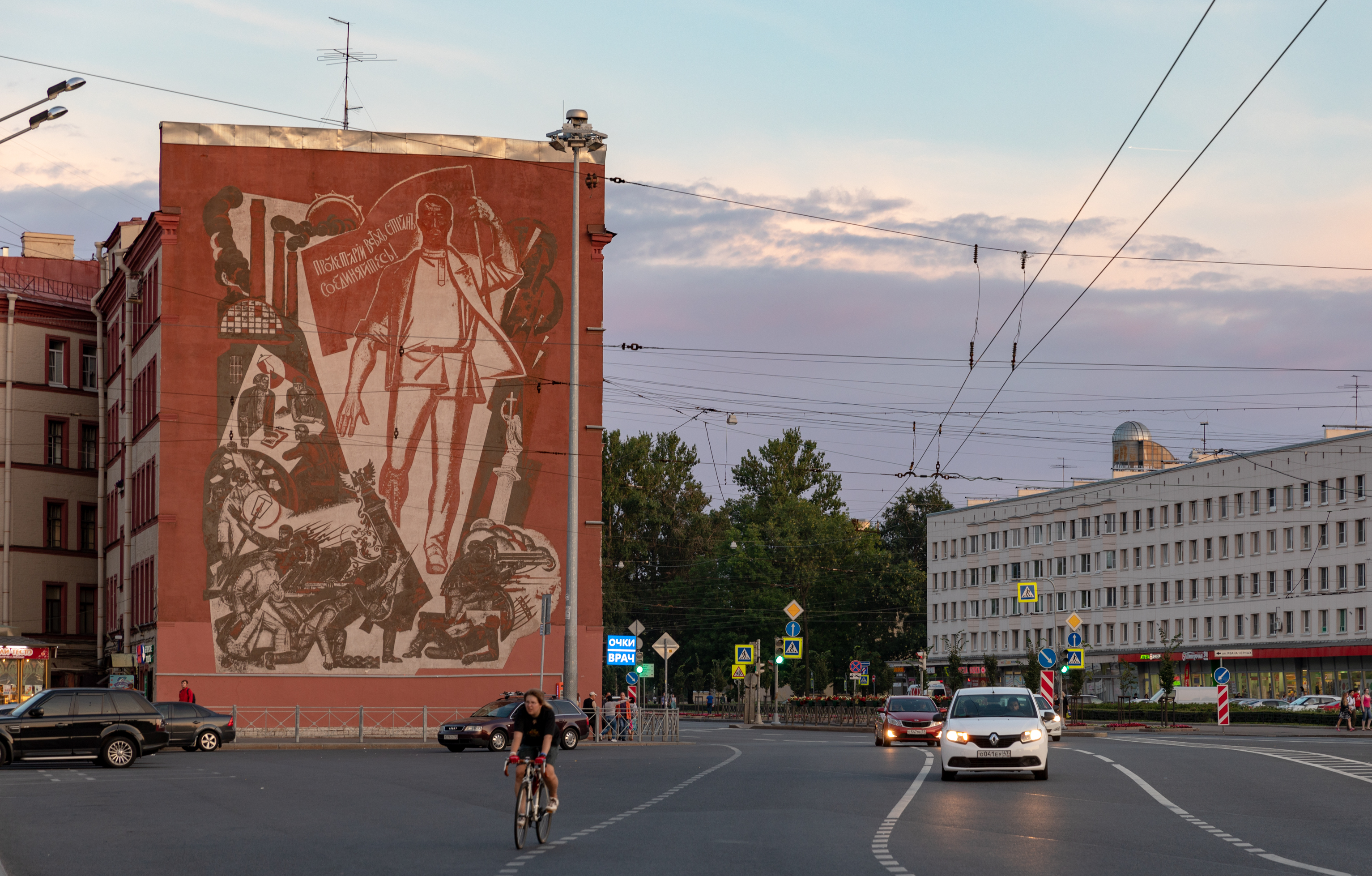
Доходный дом Гордзялковских. Панно

## Транспорт
На площади находится станция метро:  «Нарвская».
На площади находятся остановки маршрутов общественного транспорта: автобусы 2, 6, 35, 66, 73, 205, 269, троллейбус 20, трамвай 16.